# Bo Karlsson
Bo Jonas Hilding Karlsson (* 12. Oktober 1949) ist ein ehemaliger schwedischer Fußballschiedsrichter und späterer -schiedsrichterfunktionär.

## Werdegang
Ab Mitte der 1980er Jahre leitete Karlsson vor allem Freundschaftsländerspiele und Partien im Rahmen der Qualifikation zu Endrundenturnieren. Seinen ersten Endrundeneinsatz hatte er bei der in seinem Heimatland stattfindenden Europameisterschaftsendrunde 1992, als er das Spiel zwischen dem amtierenden Europameister Niederlande und Schottland leitete. Der Halbfinaleinzug der schwedischen Nationalmannschaft verhinderte einen weiteren Turniereinsatz. Zwei Jahre später war er beim Weltmeisterschaftsturnier 1994 einer der UEFA-Schiedsrichter-Vertreter, mit dem Duell zwischen Argentinien und Nigeria leitete er erneut nur eine Partie – abermals verhinderte der Halbfinaleinzug der Auswahl des Svenska Fotbollförbundet mögliche weitere Einsätze.
Parallel zu seinen Länderspieleinsätzen war Karlsson ab den 1980er Jahren auch auf Vereinsebene international tätig gewesen und hatte diverse Spiele im Europapokal geleitet. Insbesondere oblag ihm die Leitung des Endspiels im Europapokal der Pokalsieger 1990/91, als Manchester United im Rotterdamer „De Kuip“ den FC Barcelona mit einem 2:1-Erfolg bezwang. Wenige Wochen zuvor hatte er bei der Viertelfinalpartie im Europapokal der Landesmeister 1990/91 zwischen Olympique Marseille und Titelverteidiger AC Mailand  Schlagzeilen gemacht, als die Italiener einen Spielabbruch erzwangen: Nach ein Flutlicht-Ausfall in der 88. Spielminute waren die Mailänder bei einem 0:1-Rückstand, der nach einem 1:1-Remis im Hinspiel das Ausscheiden bedeutet hätte, trotz Reparatur der Flutlicht-Anlage nicht mehr aufs Spielfeld zurückgekehrt. Karlsson ließ den Anstoß durchführen, ehe er das Spiel abbrach. Das Spiel wurde mit einem 3:0-Erfolg zugunsten der Südfranzosen gewertet und der AC Mailand, der somit die Chance auf den dritten Titel in Serie verpasste, für die folgende Europapokalsaison gesperrt.
Karlsson war zeitweise Vorsitzender des Elitdomareklubben i fotboll, der  Interessenvertretung der schwedischen Fußballschiedsrichter, und Mitglied der Schiedsrichterkommission der UEFA.
2010 war Karlsson Protagonist im schwedischen Dokumentarfilm „Der Schiedsrichter“ über seinen Kollegen Martin Hansson und dessen kontroversen Weg zur Weltmeisterschaft 2010. Zudem war er 1994 in der schwedischen TV-Dokumentation „Fotbolls-VM krönikan 1994“ zu sehen.